# Israël en Égypte
Pour les articles homonymes, voir Israël (homonymie).
Israël en Égypte (Israel in Egypt), HWV 54, est un oratorio en trois parties composé par Georg Friedrich Haendel. Le texte en anglais est intégralement tiré des Saintes Écritures ; l'oratorio comprend une proportion inusitée de parties chorales. Il y a très peu d'arias et de récitatifs. Quant à la musique, elle provient de très nombreux emprunts, soit à d'autres compositions de Haendel, soit à des œuvres d'autres musiciens notamment Alessandro Stradella, Johann Kaspar Kerll, Francesco Antonio Urio, Dionigi Erba. 
Il est représenté le 4 avril 1739 au King's Theatre de Londres, peu de temps après Saül (un autre de ses oratorios). C'est un texte extrait de la Bible du roi Jacques. Il décrit la sortie d'Égypte du peuple d'Israël, les plaies d'Égypte (les grenouilles, la peste, la grêle, etc.), la traversée de la Mer Rouge (avec l'engloutissement des armées du Pharaon) et les hymnes de reconnaissance d'Israël envers son Dieu.
En 1833, Felix Mendelssohn présente à Düsseldorf une version allemande orchestrée.

## Composition
À la différence de sa pratique habituelle, Haendel conçut cette œuvre en plusieurs étapes. En mars 1738, le compositeur tenta d'exécuter, pour un concert spirituel du 28 mars, son hymne funéraire The ways of Zion do mourn. Le roi, qui avait commandé cette œuvre en faveur des obsèques de la reine Caroline d'Ansbach, son épouse, refusa cette représentation,. Par conséquent, l'hymne funéraire originel ayant pour sujet le deuil, Haendel le paraphrasa en octobre 1738 pour un autre oratorio, Israël en Égypte, il fut alors intitulé Chant de Moïse. 
Chronologiquement, la partie suivante, second acte désigné sous le nom Exodus, a été composée et instrumentée jusqu'au 28 octobre. Avec l'instrumentation complète, elle était prête le 1er Novembre. La musique de ce qui allait devenir la première partie (« Lamentation des Israélites sur la mort de Joseph ») a été reprise du Funeral Anthem, composé pour les cérémonies funéraires de la reine Caroline, épouse du roi d'Angleterre George II, composé deux années auparavant et intitulé The ways of Zion do mourn. Très peu du texte dut être modifié. Dès la phase d'impression de la partition, la première partie fut à nouveau éliminée, si bien que l'oratorio fut présenté finalement en deux parties, sans ouverture (Exodus et Moses song). C'est également sous cette forme qu'il est généralement interprété de nos jours.     
La Première eut lieu le 4 avril 1739 au King’s Theatre de Haymarket. Vraisemblablement, au cours de ce concert, fut donné le concerto pour orgue en Fa Majeur dit The Cuckoo and the Nightingale, que le compositeur venait d'avoir terminé de composer peu de temps auparavant.  
Lors de cette Première participèrent les chanteurs suivants :
- Élisabeth Duparc, alias La Francesina (soprano)
- William Savage (alto)
- John Beard (ténor)
- Henry Reinhold (basse)
- Gustavus Waltz (basse)

## Argument

### Première partie
La version originelle employait, pour la première partie, la totalité de l'hymne funéraire The ways of Zion do mourn HWV264, composée en 1737 en faveur des obsèques de la reine Caroline d'Ansbach. En fait, à la suite de le refus du roi George II qui voulait privilégier l'hymne, Haendel dut modifier le texte. D'où, la composition musicale est tout à fait identique entre les deux œuvres hormis le texte . Les paroles se composent des extraits de la Bible du roi Jacques, adaptés aux funéraires. En 1758, cette première partie fut remplacée par d'autres pièces, à la suite de la proposition de son disciple John Christopher Smith. Devenu aveugle, Haendel aurait dû accepter, malgré lui, cette modification. De nos jours, au contraire, l'ancienne première partie fut rétablie, en raison de sa qualité, par exemple admiré par Charles Burney († 1814). 

### Deuxième partie

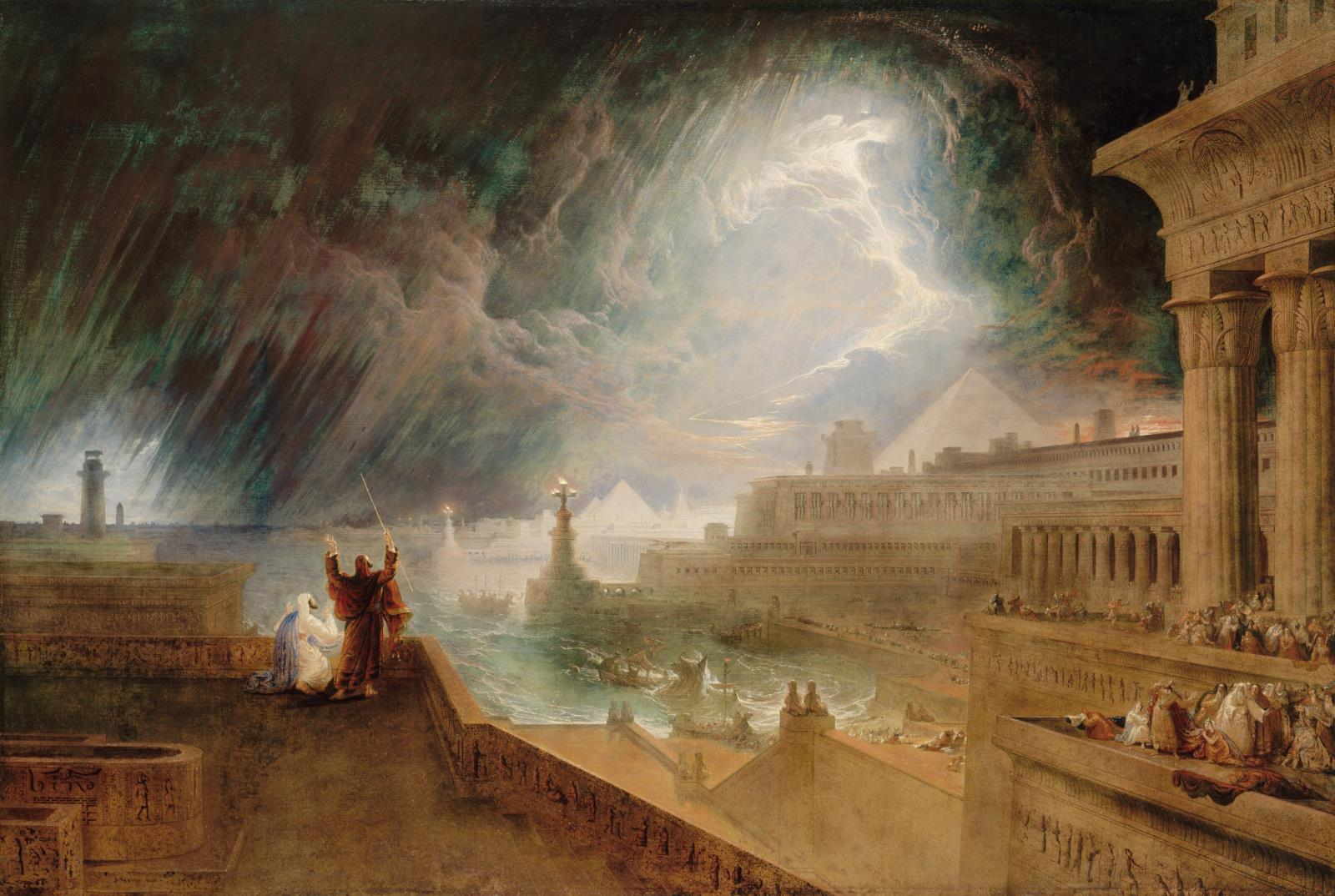
John Martin – La septième plaie d'Égypte – 1823

La deuxième partie est la figuration des chapitres 1 à 14 du Livre de l'Exode relatant la sortie d'Égypte des Isaraélites.
On annonce qu'un nouveau pharaon vient de monter sur le trône d'Égypte et qu'il est beaucoup moins favorable aux Juifs que son prédécesseur. Dieu choisit Moïse pour conduire son peuple loin de son lieu d'esclavage. Une série de malheurs (les « dix plaies d'Égypte ») s'abattent sur le pays pour fléchir la volonté du pharaon d'empêcher les Israélites de partir : l'eau des rivières est changée en sang ; le pays est envahi de grenouilles ; des nuées de moustiques attaquent bêtes et gens ; des myriades de mouches s'introduisent partout ; tous les troupeaux des Égyptiens meurent ; bêtes et gens sont couverts de furoncles ;  une grêle de feu tombe sur le pays ; des nuages de sauterelles dévastent toutes les plantes ; de profondes ténèbres s'établissent sur le pays ; enfin, tous les premiers-nés des Égyptiens meurent, enfants comme animaux. Pharaon finit par autoriser le départ des Israélites, mais se ravise bientôt et les poursuit avec son armée. Moïse étendant sa main fait s'écarter les eaux de la Mer Rouge mais celles-ci retombent et engloutissent l'armée des Égyptiens qui sont tous noyés.

### Troisième partie

Le passage de la Mer Rouge par Nicolas Poussin

Les Israélites célèbrent enfin leur délivrance. Une suite de chœurs d'allégresse est incluse dans cette troisième partie, l'œuvre se terminant par un solo de soprano et le chœur proclamant que « le Seigneur régnera à jamais » et qu'« il a englouti cheval et cavalier ». Le texte est basé sur le Cantique de la mer, également tiré du Livre de l'Exode.

## Discographie
- Discographie exhaustive dans la revue Diapason, n°709 (mars 2022)
- Monteverdi Choir & Orchestra, dir. John Eliot Gardiner (avec The ways of Zion do mourn") - 2 CD Erato 1980